# Alfred Bardey
Xavier Alfred Bardey (Besançon, 24 de septiembre de 1854 - Vaux-les-Prés, 16 de enero de 1934) fue un comerciante y explorador francés.

## Biografía
Pasó su juventud en Lyon, donde su padre era comerciante de seda. Fundó su propia empresa, Vianney, Bardey et compagnie, y se especializó en la importación de productos de las colonias.
En 1880, para abastecerse de café, Bardey preparó un viaje hacia Arabia. Llegó a Adén en mayo y decidió ir directamente a la región productora del café, las altas mesetas de Abisinia, para sortear así la competencia británica. Arribó en julio de 1880 a la ciudad portuaria de Zeila y después viajó hasta Harrar, regresando en octubre de ese año a la costa con un gran cargamento de café.
En noviembre de 1880, contrató a Arthur Rimbaud y le empleó en sus establecimientos comerciales de Harrar y Adén. Bardey regresó a Francia a finales de año.
Estuvo en Argelia en 1883 y al año siguiente liquidó su empresa, aunque continuó realizando negocios en Adén y el mar Rojo hasta 1897.
Bardey fue admitido en la Sociedad Geográfica de París y realizó precisas descripciones de los territorios que visitó en los boletines de esta sociedad y de otras como la Société d'Anthropologie y la Société de géographie commerciale.